# لينغ تان
تان مانغ لينغ (ولدت في 9 أكتوبر 1974 في كوالالمبور)، معرفة باسم لينغ تان، عارضة أزياء ماليزية من أصل صيني،

## روابط خارجية
- لينغ تان على موقع دليل عارضات الأزياء (الإنجليزية)
- لينغ تان في موديلز.كوم